# Donkey Kong (datorspel)
Donkey Kong (ドンキーコング Donkī Kongu?) är ett arkadspel av plattfomstyp från år 1981, tillverkat av Nintendo, som senare också släpptes som Game & Watch och som TV-spel till NES. Arkadspelet finns även under namnet "Crazy Kong" från bolaget Falcon, även det från år 1981, och i en mängd kloner till den större delen av de hemdatorer som fanns under den första halvan av 1980-talet, till exempel C64, ZX Spectrum, VIC 20, Apple II, Dragon 32. Detta var genombrottet för såväl Mario som Donkey Kong, figurer som senare kom att dyka upp i en rad andra TV-spel. Enligt ett dementerat rykte skulle spelet egentligen hetat Monkey Kong ("Apan Kong"), men ett suddigt fax gjorde att det i stället blev Donkey Kong ("Åsnan Kong"). Spelets skapare Shigeru Miyamoto har dock själv hävdat att han helt enkelt hittade ordet "donkey" i en engelsk-japansk ordbok och tyckte ordet lät roligt.

## Spelupplägg
Spelet går ut på att styra hjälten, snickaren "Jumpman", (namnet "Mario" fick karaktären först i det andra spelet i serien, Donkey Kong Jr., och senare bytte han även yrke från snickare till rörmokare), upp på en byggnad för att rädda Pauline som har blivit fångad av en apa vid namn Donkey Kong. Spelet har fyra nivåer, 25m, 50m, 75m och 100m som Jumpman måste klättra upp för.
Spelet består i grunden av fyra nivåer. I den första nivån kastar Donkey Kong tunnor mot Mario som han måste hoppa över eller slå sönder med de släggor som finns utefter banan. Den andra nivån har ett antal transportband där det kommer cementbaljor åkande som det gäller att hoppa över eller slå sönder med släggan. På vägen upp kan spelaren plocka upp Paulines handväska, hatt och paraply som hon tappat när Donkey Kong släpat henne upp för byggnaden. Den tredje nivån har ett antal balkar som åker upp och ned för några vajrar som Jumpman måste hoppa mellan. Även här kan spelaren plocka upp Paulines accessoarer efter vägen. Så även på den fjärde nivån som är byggnadens högsta del. Där måste spelaren dra ut de nitar som håller samman byggnaden för att på så sätt slutligen besegra Donkey Kong, som faller ned tillsammans med balkarna när samtliga nitar dragits ut, och Pauline är räddad.
Spelet varvas lite olika beroende på om det är Donkey Kong eller Crazy Kong man spelar. I Crazy Kong varvas det att varje varvning av spelet består av alla fyra nivåer och sedan återkommer de igen med en högre svårighetsgrad. I Donkey Kong är det första varvet bara upp till 50m och består av första och fjärde nivån. Andra varvet är upp till 75m och består av första, tredje och fjärde nivån. Tredje varvet består av alla fyra nivåer i ordning och sedan börjar det om igen med en högre svårighetsgrad och varvas olika med de fyra nivåerna. En regel är att varje varv påbörjas med första nivån och avslutas med den fjärde.

## Utveckling
I början av 1981 hade Nintendos ansträngningar att slå sig in på den Nordamerikanska videospelsmarknaden helt misslyckats, och kulminerat med floppen Radar Scope 1980. För att hålla företaget flytande, beslöt företagets vd Hiroshi Yamauchi att omvandla osålda Radar Scope-spel till något nytt. Han tog kontakt med en ung industridesigner vid namn Shigeru Miyamoto, som hade arbetat för Nintendo sedan 1977, för att fråga om Miyamoto trodde att han skulle kunna utforma ett arkadspel. Miyamoto sade att det kunde han. Yamauchi utsåg Nintendos chefsingenjör, Gunpei Yokoi, till att övervaka projektet.
Vid den tidpunkten försökte Nintendo få licens för att göra ett spel baserat på den tecknade serien Karl-Alfred. När detta misslyckades beslöt Nintendo att det skulle ta tillfället i akt för att skapa nya figurer som sedan skulle kunna saluföras och användas i senare spel. Miyamoto tog fram åtskilliga personligheter och utkast till spelidéer, men slutligen fastnade han för en kärlekstriangel med gorilla/rörmokare/flickvän, som speglade rivaliteten mellan Bluto och Karl-Alfred för Olivia. Bluto blev en apa, som Miyamoto sa var "inte alltför elak eller motbjudande." Han skulle vara som ett sällskapsdjur för den viktigaste personen "en rolig, cool glidartyp." Miyamoto har också med nämnt Skönheten och odjuret och 1933 års film King Kong som influenser. Även om dess ursprung i en licensierad tecknad serie hade stor betydelse, så var Donkey Kong första gången som handlingen i ett videospel kom före spelets programmering, i stället för att bara läggas till i efterhand.
Yamauchi ville i första hand rikta in sig på den nordamerikanska marknaden, så att krävde att spelet skulle ges en engelsk titel. Miyamoto beslutade att uppkalla spelet efter apan, som han ansåg vara den starkaste personligheten. Historien om hur Miyamoto kom upp med namnet "Donkey Kong" varierar. En populär vandringssägen säger att namnet ursprungligen var tänkt att bli "Monkey Kong", men blev felstavat eller misstolkades på grund av ett suddigt fax eller dålig telefonförbindelse. En annan historia hävdar att Miyamoto tittade i en japansk-engelska ordbok efter något skulle betyda "envis gorilla", eller att "Donkey" var tänkt att förmedla "dum". "Kong" var vanlig japansk slang för "gorilla". Ett annat påstående är att han arbetade med Nintendos exportmanager för att komma på en titel, och att "Donkey" var tänkt att representera "dum och fånig." Miyamoto själv har bekräftat i en intervju att han "ville ha något med 'Kong', vilken ger en sorts idé om apor på japanska och jag kom med Donkey Kong, eftersom jag hört att 'Donkey' (åsna) innebar dum", "så jag gick på 'Donkey Kong'". Även om Nintendo i USA påpekade det felaktiga i översättningen och "skrattade åt honom", så behölls namnet.
Miyamoto hade stora förhoppningar på sitt nya projekt. Han saknade den tekniska bakgrund som krävdes för att själv kunna programmera, så att han lade i stället fram idéer och gick igenom dem med tekniker för att se om det var möjligt. Han ville ha figurer i olika storlekar och flytta dem på olika sätt och få dem att reagera på olika sätt. Yokoi förklarade att Miyamotos ursprungliga spelidé var för komplicerad. En annan idé som Yokoi själv föreslog var att använda gungor som hjälten skulle kunna använda som katapult för att ta sig över hela skärmen, vilket också visade sig vara för svårt att programmera. Miyamoto kom då med idén att använda sluttande plattformar, tunnor, och stegar. När han sade att spelet skulle ha flera nivåer, klagade fyrmannateamet för programmeringen på att han i huvudsak bad dem att göra spelet om och om igen. Men de följde Miyamotos design, och skrev cirka 20 000 rader kod. Under tiden, komponerade Miyamoto spelets musik på ett elektroniskt keyboard.
Hiroshi Yamauchi visste att Nintendo hade en hit och ringde upp Minoru Arakawa, chef för Nintendos verksamhet i USA, för att tala om det för honom. Nintendos amerikanska distributörer, Ron Judy och Al Stone, tog med sig Arakawa till en advokat vid namn Howard Lincoln för att säkra varumärket.
Spelet skickades till Nintendo i USA för att testas. Försäljningschefen avskydde det för att det var alltför olika de vanliga labyrint- och arkadspel vid den tiden, och Judy och Lincoln uttryckte betänkligheter över den konstiga titeln. Ändå lovade Arakawa att det skulle bli något stort. Amerikansk personal bad att Yamauchi åtminstone skulle ändra namnet, men han vägrade. Resignerade satte Arakawa och den amerikanska personalen igång med att översätta handlingen för spelet och sätta namn på de andra figurerna. De valde Pauline för flickan, efter Polly James, hustru till Nintendos varuhuschef Don James i Redmond, Washington. Jumpman kallades till sist för Mario Segale, varuhusets hyresvärd. Dessa spelfigurers namn trycktes på de amerikanska spelskåpen och användes i PR-material. Donkey Kong var redo för release.

## Lansering och mottagande
Stone och Judy övertygade cheferna för två barer i Seattle, att sätta upp Donkey Kong-maskiner. De visade först motvilja, men när de såg försäljningen som uppgick till 30 USD – eller 120 spel – per dag i medeltal under en vecka, begärde de fler enheter. I högkvarteret i Redmond satte en minimal personalstyrka, bestående av Arakawa, hans fru Yoko, James, Judy, Phillips och Stone, igång med att bygga om 2000 överblivna Radar Scope-maskiner till Donkey Kong med moderkort och nätaggregat från Japan. Spelet började officiellt säljas i juli 1981.
I sin bok från 1982 Video Invaders, beskriver Steve Bloom Donkey Kong som "ännu ett bisarrt seriefigursspel, skänkt av Japan." Men för amerikanska och kanadensiska spelare var Donkey Kong oemotståndlig. Spelet ursprungliga 2000 enheter sålde slut och mer beställningar vällde in. Arakawa började tillverkning av elektroniska komponenter i Redmond eftersom väntan på transporter från Japan tog för lång tid. I oktober, sålde Donkey Kong 4 000 enheter per månad, och i slutet av juni 1982, hade Nintendo sålt 60 000 Donkey Kong-spel totalt och tjänat omkring 180 miljoner dollar. Judy och Stone, som har arbetat på rak provision, blev miljonärer. Arakawa använde Nintendos vinst för att köpa 27 hektar mark i Redmond i juli 1982. Spelet drog in ytterligare 100 miljoner dollar under sitt andra år efter releasen. Det förblev Nintendos toppsäljare även sommaren 1983. Donkey Kong sålde även stadigt i Japan.

## Tekniska detaljer
- Processor: Zilog Z80 vid 3,04 MHz.
- Ljudkrets: Intel I 8035 vid 400 kHz.
- Rastergrafik i en upplösning på 224x256 pixlar och med ett uppdateringsintervall om 60 Hz.
- Den 23:e nivån är en så kallad kill screen.[28]